# Blackburn

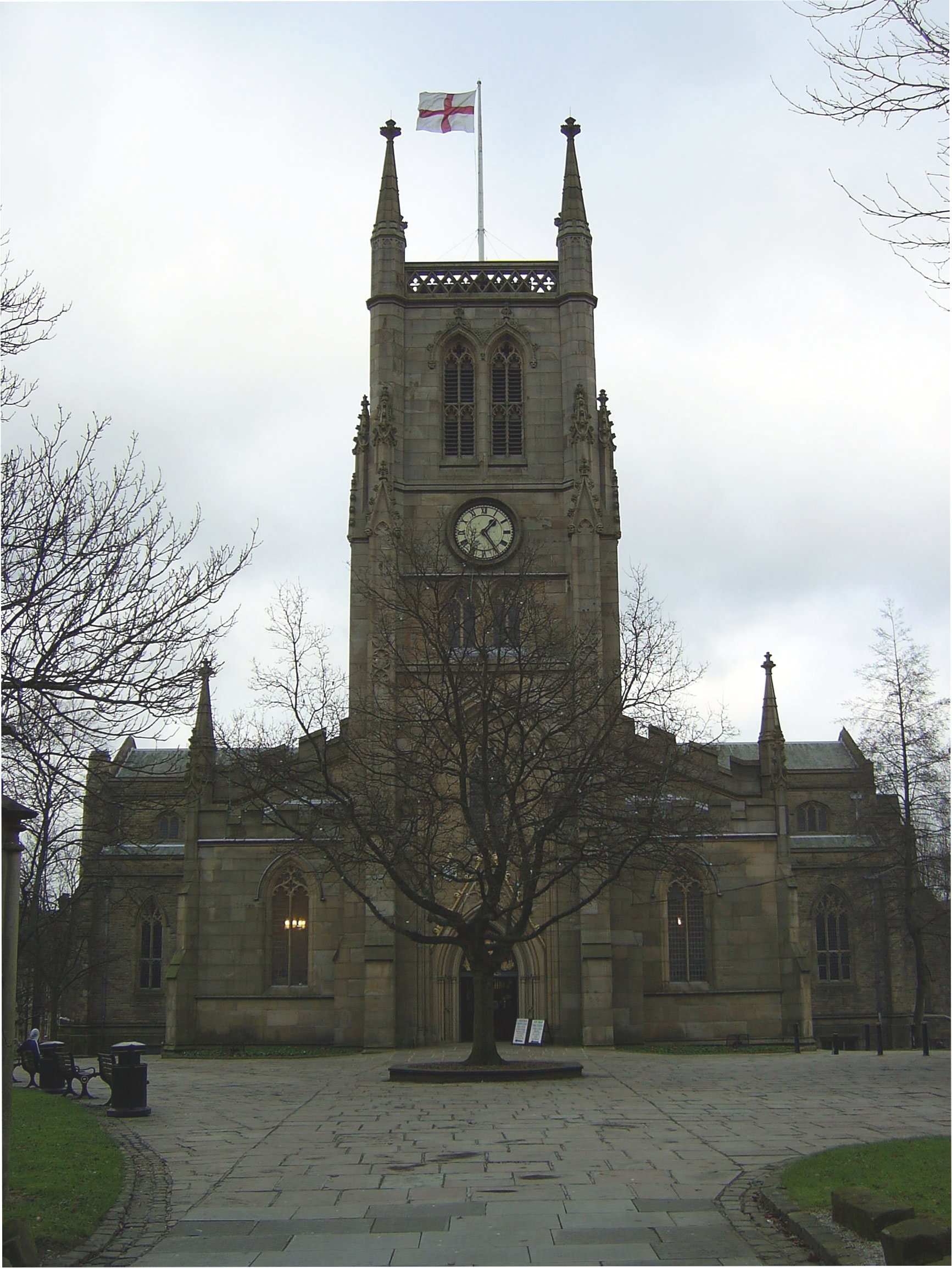
Katedrála ve městě.

Blackburn je anglické město v hrabství Lancashire. Společně s městečkem Darwen tvoří distrikt typu unitary authority. Nachází se v severozápadní Anglii na trase průplavu Leeds-Liverpool. Město je známo výrobou piva, jemné mechaniky, elektroniky a koberců. V 18.– 19. století město bylo centrem textilního průmyslu, kde se zpracovávala bavlna, v současnosti je však většina továren na zpracování bavlny uzavřena.
Ve městě působí známý fotbalový oddíl Blackburn Rovers.

## Obyvatelstvo
Podle sčítání lidu z roku 2001 zde žilo 105 085 lidí. Ve městě se nacházely výrazné menšiny Indů (10,7 % populace) a Pákistánců (8,7 % populace). K islámu se ve městě hlásilo 19,4 % populace, což z Blackburnu činilo město s třetí největší koncentrací islámské populace v Anglii a Walesu.
Podle sčítání z roku 2011 v celém distriktu (Blackburn with Darwen) žilo 147 489 obyvatel.
Etnický původ (sčítání v roce 2011):
- 69,1% – běloši (66,5% bílí Britové)
- 28,1% – Asiaté
- 0,6% – černoši
- 1,2% – míšenci
- 0,4% – Arabové
- 0,4% – ostatní

Náboženství (sčítání v roce 2011):
- 52,6% – křesťanství
- 27,0% – islám
- 0,4% – hinduismus
- 0,1% – sikhismus
- 0,2% – buddhismus
- 0,0% – judaismus
- 0,2% – ostatní náboženství
- 13,8% – bez vyznání
- 5,6% – neuvedeno

## Partnerská města
- Altena, Severní Porýní-Vestfálsko, Německo
- Péronne, Francie
- Tarnów, Polsko